# Голубок фіолетовий
Голубок фіолетовий (Geotrygon violacea) — вид голубоподібних птахів родини голубових (Columbidae). Мешкає в Центральній і Південній Америці.

## Опис
Довжина птаха становить 20–24,5 см, вага 93–159 г. У самців тім'я сірувато-лілова, обличчя сірувато-біле, задня частина шиї і плечі блискучі, фіолетові або аметистові. Решта верхньої частини тіла коричнева з пурпуровим відблиском. Горло і груди білі з фіолетовим відтінком, живіт білий, боки охристі. Очі жовтувато-карі або оранжево-карі. Самиці мають більш тьмяне забарвлення, задня частина шиї і плечі у них мають фіолетовий відблиск. Обличчя і горло сіруваті, шия і груди коричневі з фіолетовим відтінком, очі карі.

## Підвиди
Виділяють два підвиди:
- G. v. albiventer Lawrence, 1865 — від Нікарагуа до північної Колумбії і Венесуели;
- G. v. violacea (Temminck, 1809) — від Суринаму до східної Бразилії, Парагваю і північно-східної Аргентини.

## Поширення і екологія
Ареал фіолетових голубків сильно фрагментований. Вони мешкають у Нікарагуа, Коста-Риці, Панамі, Колумбії, Венесуелі, Еквадорі, Гаяні, Суринамі, Бразилії, Болівії, Аргентині і Парагваї. Вони живуть у підліску вологих рівнинних тропічних лісів і на плантаціях. Зустрічаються на висоті до 1650 м над рівнем моря. Живляться насінням, плодами і дрібними комахами, яких шукають на землі. Гніздо є платформою з гілочок. У кладці 1-2 яйця.